# Комікс

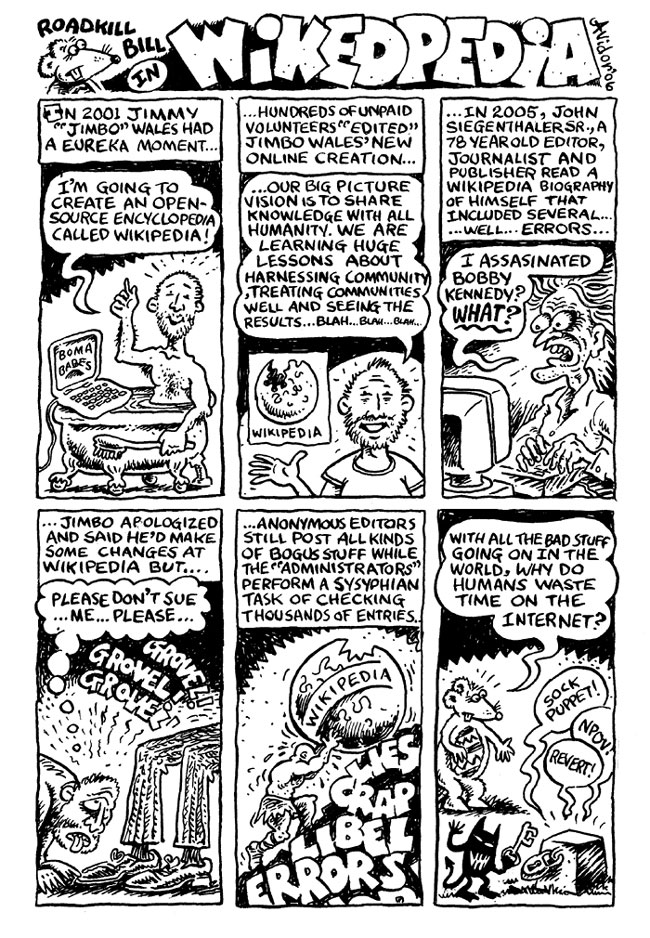
Комікс про Вікіпедію

Ко́мікс (від англ. comic — комедійний, комічний, смішний; рідше вживається термін англ. sequential art — дослівно «послідовне мистецтво», яке використовує прийом «далі буде») — послідовність малюнків, зазвичай з короткими текстами, які створюють певну зв'язну розповідь. Тексти, зазвичай, мають специфічну форму «мовної бульки» («мовної хмарки», «мовного димка», виноски; англ. speech balloon), яка передає мову чи думку персонажа, заголовків і титрів. Початково комікси використовували карикатури для ілюстрації і розважали цікавими і простими історіями, розвинулись в окремий вид мистецтва з багатьма піджанрами.
В залежності від уточнення терміна, походження коміксів в Європі можна віднести до 15 століття. Однак, сучасна форма коміксу (з панелями, кадрами (панель в коміксі — окремий малюнок чи малюнок з текстами), використанням тексту всередині картинки в «мовній бульці»), як і сам термін «комікс», датується кінцем 19 століття.
В 1833 році швейцарський письменник і педагог Родольф Топфер (Rodolphe Töpffer) видає першу книгу коміксів «Histoire de M. Jabot» (створену у 1831році), яку він позиціонує як повноцінні медіа. Він пропонує свої історії в картинках як альбоми (в італійському форматі) — які часто поширюється сам, до декількох сотень копій. Цей приклад спонукає інших наслідувати цей приклад.
В 1854 році виходить самостійна книжка-альбом французького художника Ґюстава Доре «Історія Святої Русі» (повна назва «Мальовнича, драматична та карикатурна історія Святої Русі на підставі текстів хронікерів і істориків Нестора, Сильвестра, Карамзина, Сегура і т. д. в 500 рисунках з коментарями» фр. Histoire pittoresque dramatique et caricaturale de la Sainte Russie, d'après les chroniqueurs et historiens Nestor Nikan Sylvestre Karamsin Ségur etc.). Цей твір вважається одним із перших провісників мистецтва коміксу (протокомікс).

## Визначення

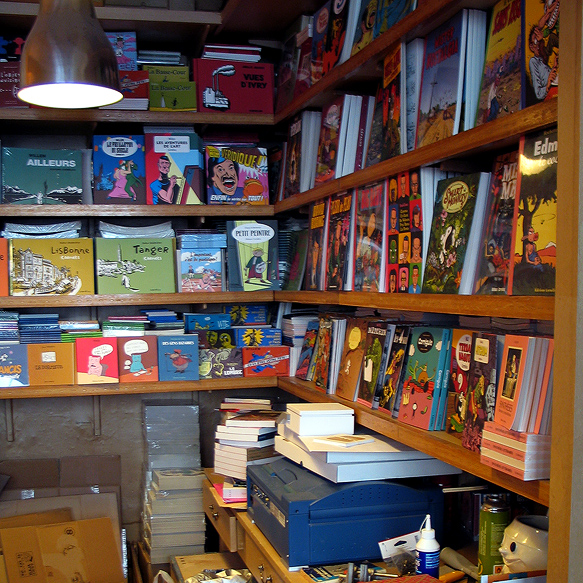
Графічні романи на продажі у спеціалізованому магазині.

Існує багато визначень коміксу, всі вони в цілому зводяться до того, що комікс — це серія зображень, в якій розповідається якась історія. Комікс — це єдність оповідання і візуальної дії. Скотт МакКлауд, автор книги «Суть коміксу» (англ. Understanding comics), пропонує коротке визначення «послідовні зображення», і повніше — «суміжні малюнки та інші зображення у смисловій послідовності».
У коміксах не обов'язково присутній текст, існують і «німі» комікси з інтуїтивно зрозумілим сюжетом (наприклад, «Арзак» Жана Жиро). Але найчастіше, пряма мова в коміксі передається за допомогою філактер — «словесної бульбашки», яка «видувається» з вуст персонажа. Слова автора зазвичай поміщають над, або під кадрами коміксу. Стандартний комікс має розмір 17х26 см.
Комікси можуть бути будь-якими і за жанрами, і за стилем малювання. У вигляді коміксів адаптуються навіть твори класиків літератури. Але історично склалося, що найпоширеніші жанри коміксу — пригоди та гумор. Цей стереотип довго псував репутацію коміксів. Малюнок у коміксах має деяку частку умовності. Він спрощується для швидкості малювання і зручності сприйняття та ідентифікації читача з персонажем.
За об'ємом комікси варіюються від коротких «стрипів» до об'ємних графічних романів і серіалів з безліччю випусків.
Комікс тісно пов'язаний з кіно, і особливо з мультиплікацією. Як відзначає все той же МакКлауд, «Фільм на плівці — це дуже повільний комікс. Простір для коміксу означає те саме, що час для фільму». В англійській мові, слово «cartoon» — «карикатура» може означати і комікс, і мультфільм. В основі ж практично всіх японських мультфільмів «аніме» лежить екранізація японських коміксів «манга».

## Стандартний склад коміксу
- Обкладинка — передає основний зміст коміксу. Крім малюнка на обкладинці можуть перебувати: назва, емблема фірми, ціна, реклама, дата, підписи художників. Обкладинка може бути на двох аркушах, права сторона обкладинки «лицьова», ліва «тильна».
- Фронтиспіс — малюнок перед титульним листом. Дає змогу читачеві більше дізнатися про комікс.
- Титульний аркуш — на ньому можуть бути: короткий вступ, імена авторів, художників, контуровщиків тощо. Може супроводжуватися невеликими ілюстраціями.
- Основна частина — сторінки, кількість яких необмежена, але в стандартних коміксах їх від 20 до 40.
- Pin-Up Page — додаткові малюнки від основних художників, або від інших людей, що мають якийсь стосунок до коміксу, наприклад, альтернативні варіанти обкладинок.

## Види коміксів
- Single — це тоненькі комікси (як звичні невеличкі журнали) приблизно від 20 сторінок до 50.
- TPB (англ. Trade Paper Back) — ці комікси товстіші, у м'якій обкладинці (але вона щільніша, ніж у сінглів). Іноді це просто довгі історії (від 90 сторінок) або зібрані в одній книзі кілька сінглів, тобто кілька частин.
- Hardcover — багатосторінкові комікси, у твердій, як у стандартній книзі, обкладинці.

## Історія

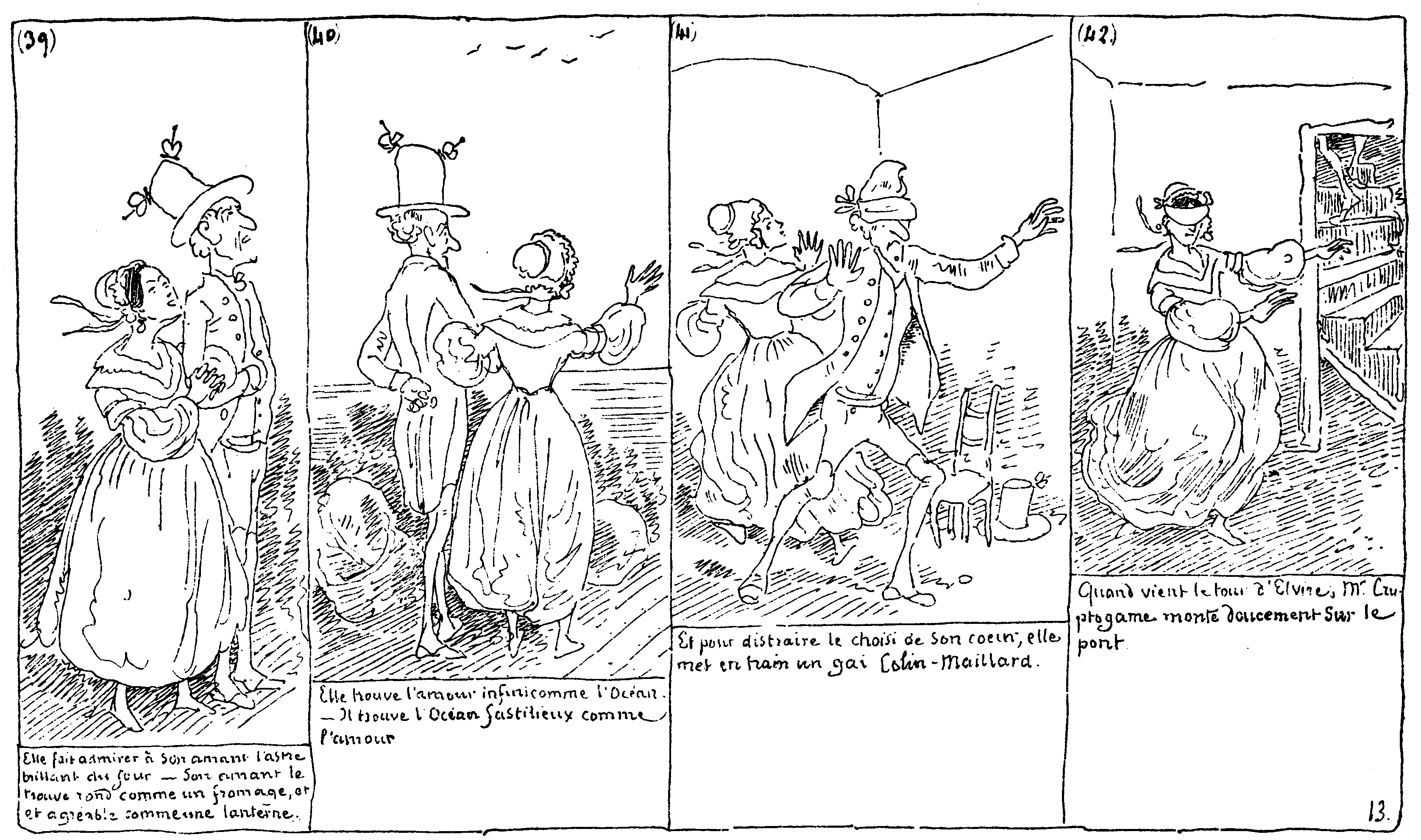
Робота з книги Рудольфа Топлера Histoire de Monsieur Cryptogame, 1846

### Виникнення

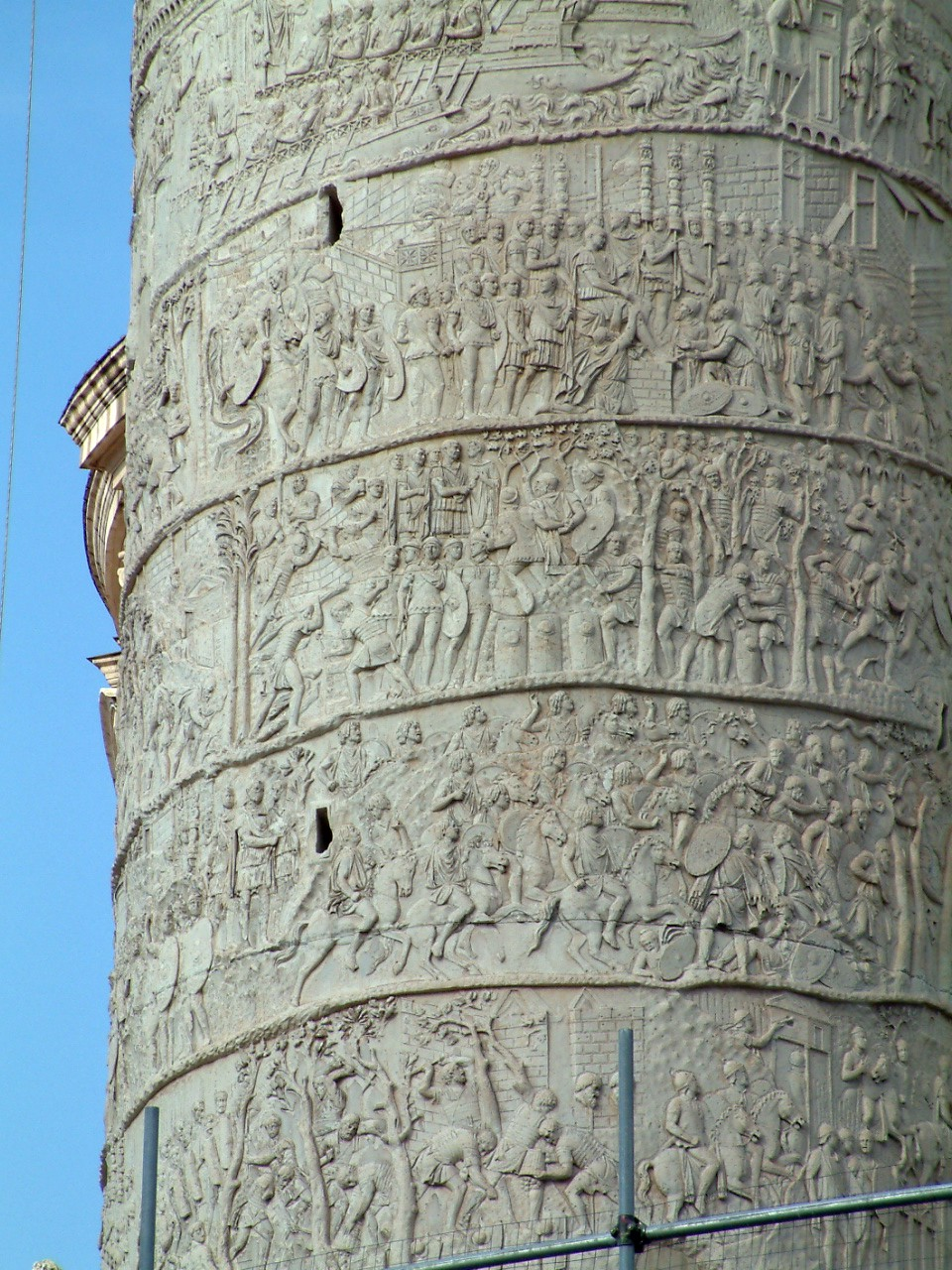
Послідовне зображення картин на Колоні Траяна, що була встановлена у 133 році у Римі.

Хоча історії в картинках відомі з давнини, наприклад у формі лубка, або ілюстрованих житіїв святих, комікси у сучасному розумінні цього слова оформилися в першій половині 19 століття. Першим виданням, що спеціалізувалося на такій формі стало «The Glasgow Looking Glass», засноване в 1825 році. У другій половині 19 століття з'явилися комікси з постійними героями, наприклад, «Жовтий малюк», що був створений Ричардом Фелтоном Аутколтом у 1895 році, і друкувався в газеті New York World, а пізніше в New York Journal-American. Першим виданням, присвяченим пригодам одного героя став британський комікс «Ally Sloper's Half Holiday» Чарльза Росса, що розповідав про пригоди лінивого та шахраюватого Александра Слопера, і виходив з 1884 року.
Хоча з'явилися комікси в Європі, хибно вважається що найбільшого розвитку ця індустрія зазнала в США. але вона є лише третім ринком за обсягами продажів у світі.

### Хронологія розвитку індустрії коміксів уСША
- 1892 рік — надруковано перший американський комікс «Ведмежата і тигр» у журналі «The San Francisco Examiner»
- 1907 рік — комікс «Mutt and Jeff» починає виходити в «San Francisco Chronicle», і стає першим коміксом, що виходить щоденно.
- 1922 рік Журнал «Comic Monthly» починає регулярно виділяти колонку спеціально для коміксів.
- C 1929 по 1933 роки Джордж Делакот надрукував 36 випусків коміксу під назвою «The Funnies» — це було першим кольоровим окремим виданням коміксу.
- 1933 рік Цю ідею підхопили працівники Нью-Йоркської фірми Eastern Colour Printing Company. Вони надрукували комікс на тридцять дві сторінки «Funnies On Parade» накладом 10 тисяч примірників, який незабаром виріс до чверті мільйона. Комікси почали розкуповувати за лічені дні.
- З 1933 по 1940 роки Комікси почали друкуватися регулярно в різних газетах і видаватися окремими книжками. Але найголовніше те, що почав виходити щомісячний журнал «Famous Funnies», тираж якого був вже спочатку великим (400 тисяч примірників).

#### Золота доба коміксів

Супермен в «Action comics»

Головною зміною, що визначає цю епоху, є перехід від гумористичних та саркастичних історій до героїчних і пригодницьких.
- 1938 рік З'явився ще один журнал — «Action Comics» — основним героєм якого був Супермен, а трохи пізніше з'явився похмурий герой — Бетмен.
- З 1944 по 1952 роки Цілий шквал нових суперкоміксів, таких як «Капітан Америка», «Дивовижна жінка», серіал «Військових коміксів», «Поліцейських коміксів» і цілий набір героїв мультфільмів: «Кролик Баґз Банні», «Каченя Дональд», «Міккі Маус», «Свинка Поркі» тощо. Серії патріотичних, антивоєнних, антифашистських коміксів, перші появи комікс-страшилок з лиходієм Франкенштейном і багато іншого.
- 1953-1959 роки Невеликий спад у продажу коміксів через відносно низьку їх якість.

#### Срібна доба коміксів
Комікси про супергероїв, що на деякий час поступилися детективним та хоррор-коміксам, знов стають популярними, через підсилення цензури. Винайдене поняття «мультивсесвіту» у світі коміксів, завдяки чому з'явилася можливість перезапустити багато серій, що стали занадто одноманітними, і почати їх з чистого листа, дозволяючи інакше розкрити персонажів.
- 1960-1970 роки Знову підйом, і найбільшою подією стала поява в серпні 1962 року коміксу з Людиною-павуком, його придумав письменник Стен Лі, а намалював художник Стів Дітко.

#### Бронзова доба коміксів
Ослаблення цензури сприяло тому, що комікси знов почали переходити до більш «дорослих» тем — зловживання алкоголем і наркотиками, забруднення довкілля, расизм.
- 1970 Новий бум зробив серіал коміксів «Конан-Варвар» за романом Роберта Говарда.
- 1970-1980 роки Починається скажена конкуренція на комікс-бізнесі між двома найбільшими компаніями «Марвел» і «Делл». «Делл» починає перевидавати комікси 30-х — 50-х років, а «Марвел Комікс» відповідає на це серією оригінальних і цікавих пригод Людини-Павука.
- 1977 рік За три місяці до виходу сенсаційного фантастичного фільму Джорджа Лукаса «Зоряні війни» компанія «Марвел Комікс» приступила до видання серії коміксів за сценаріями цього фільму. «Зоряні війни» перевершили всі очікування, побивши всі рекордні тиражі. Агентство Warner Communications також не дрімало, залучаючи читачів персонажами Халк, Доктора Стрендж, Діка Трейсі і Флеша Гордона. Згодом і за цими коміксами були зняті художні та мультиплікаційні фільми. Навіть музичний журнал «Heavy Metal» порадував авангардною комікс-книгою найкращих європейських художників.
- 1980 — 1990 роки Індустрія коміксів у повному розквіті.
- 1984 рік Справжню сенсацію створили «Черепашки-ніндзя», яких випустила в світ Mirage Studious, автори сценарію Кевін Істман і Пітер Лерд. Випускається серіал коміксів, виходять однойменні мультсеріал (1987) та художній фільм (1991).

#### Сучасна доба коміксів
Історії коміксів стають ще темнішими, персонажі — психологічно складнішими, на відміну від «чисто добрих» та «чисто злих» попередників. Сама індустрія стає значно прибутковішою, з'являється велика кількість фільмів і ігор по коміксах, творці коміксів стають більш загальновідомими.
- 1986 рік — виходить перший епізод коміксу «Вартові», що вважається початком ери.
- 1988 рік Компанія Mirage Studious, продає частину прав на Черепашок-ніндзя «Archie Comics». Комікс під її егідою називався «TMNT Adventures». Власне з цієї серії почалося поширення коміксів про TMNT по інших країнах. У Великій Британії ці комікси випускала марка «Fleetway Publications».
- 1989 рік став п'ятдесятою річницею Бетмена. До цього року було приурочено цикл коміксів і знято художній фільм « Бетмен», в якому брали участь такі знамениті актори як Майкл Кітон (Бетмен) і Джек Ніколсон (Джокер), фільм став найкасовішим в списку американського прокату за всю історію кіно у поточний рік.
- 1990 рік Виходить серія «Класика в ілюстраціях», яка включала в себе «Мобі Дік», «Ворон», поеми Едгара По, «Великі сподівання» Дікенса, «Аліса в Задзеркаллі» Льюїса Керрола.
- 1993 рік Метт Ґрейнінґ (автор коміксу «Життя в Аду») разом з колегами, створює «Bongo Comics Group». Вони випускають безліч коміксів на основі мультсеріалу «Сімпсони». А пізніше «Футурама».
- 2000 рік Marvel Comics перезапускає найпопулярніші класичні комікси, для сучасного покоління. Під загальною назвою Ultimate Marvel (Сучасні)

Компанія «Dark Horse» починає друкувати комікси за мотивами фільмів, таких як «Чужий», «Хижак», «Термінатор». У той час, коли комікс-компанії змагаються між собою, «Walt Disney Company» займається випуском дитячих історій з Мікі Маусом, Гуфі, Дональдом Даком та іншими своїми персонажами, перебуваючи наче поза конкуренцією.
Рок-музика — ще одна тема, яка зустрічається в коміксах 90-х років, історії у картинках видані практично про всіх рок-зірок. У коміксах навіть були відбиті майже всі теми та події в Перській затоці у 1990 році, особливо гостро вони були сприйняті американцями. Також з'явилися комікси з ухилом у порнографію та насильство. Це привернуло увагу Інституту Американської Цензури в галузі мистецтва. Були прийняті жорсткі заходи — на обкладинках найбільш «сміливих» коміксів стоять написи «Лише для дорослих» (англ. Adults only!).

## Комікси українською

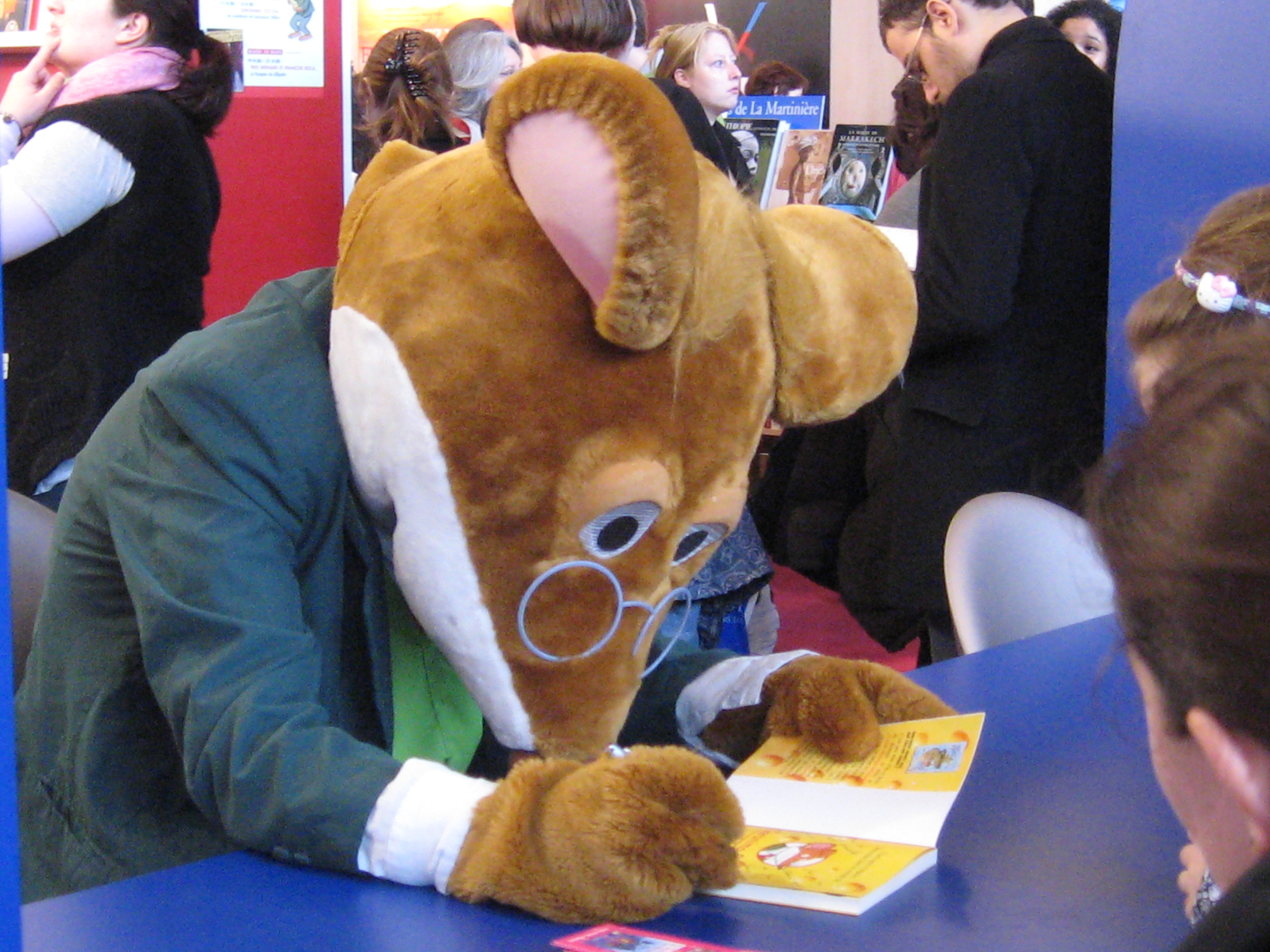
Джеронімо Стілтон роздає автографи тепер уже й в Україні, на XXII Форумі Видавців у Львові

За словами Бориса Філоненка, арткритика та аспіранта ХНУ ім. В. Н. Каразіна, станом на 2014 рік феномену коміксів в Україні як такого ще не було й ті поодинокі спроби, які існували, то були окремі експерименти окремих людей, але аж ніяк не масова культура". З Філоненком погоджується Олена Колесник, професор кафедри теоретичної, прикладної культурології і музикознавства Національної академії керівних кадрів культури і мистецтв, яка наголошувала що станом на 2013 рік «український комікс та графічний роман знаходяться [ще] в стані формування».
Все ж, графічні романи, комікси та манга поступово стають елементом масової української культури. Цьому посприяли, зокрема, хвиля успішних екранізацій коміксів Marvel та DC, які мали значний успіх в українських кіноманів. Інтерес до коміксів також дав поштовх до створення коміконів, НФ/фентезі та косплей-фестивалів в Україні. Зокрема за останні кілька років з'явилися львівський фестиваль косплею Anicon Lviv (з 2009 року), київський фестиваль науково-фантастичної літератури LiTerraCon (з 2014 по 2017 роки), київський фестиваль ґікової культури Kyiv Comic Con (з червня 2015 року), івано-франківський фестиваль фентезі літератури «Brama» (з 2017 року), київський фестиваль Kyiv Comix Con, київський фестиваль Comix Fest, київський фестиваль ґікової культури Comic Con Ukraine (з 2018 року), Comxfest (з 2018) тощо.
Україномовні комікси та графічні романи почали набирати популярність лише на початку 2010-их. Так протягом 2010-х з'явилися перші видавництва, що розпочали випускати україномовні графічні романи: трилогія «Даогопак» (2012—2016) та «Чуб: Зоряна байка про козака Чубенка» (2013) від видавництва NebesKey; «Війна богів» (2015), трилогія «Козаки на орбіті» (2013—2016), збірка «Саркофаг» («Сон», «Світ 912» та «Саркофаг», 2016) від Андрія Данковича; «Патріот. Атака Клонів» (2014) та «Патріот. Ренегат» (2016) від Вадима Назарова; «Герой поневолі»; (2014) від видавництва Леополь Максим Оса (прим.: переклад з російської) (2011 та 2016) та «Звитяга. Савур-Могила» (прим.: двомовний, російсько-український) (2015) від видавництва Асґардіан комікс тощо. Також у 2013 автори та видавці брати Капранови презентували коміксову версію історії України під назвою «Мальована історія Незалежності України».
Одним з перших коміксів на основі роману, став комікс «Ворошиловград» за мотивами роману Сергія Жадана, що вийшов у 2012 році.. Авторами коміксу стали митці з Польщі Мартін Сурма (ілюстрації) та Артур Вабік (сценарій та консультації). Комікс був виданий в Україні та Польщі накладом у 1000 примірників у кожній з країн, де книжка була розповсюджена безкоштовно. Оригінальний комікс було офіційно викладено в мережу Інтернет його авторами.
Наприкінці 2010-их українською нарешті почали перекладатися та видаватися всесвітньовідомі комікси. Видавництво «Ірбіс Комікси», починаючи з 2015 року, почало видавати по ліцензії українською мовою всесвітньо відому серію коміксів «Джеронімо Стілтон» видавництва Atlantyca, присвячену відомим подіям та особистостям в історії людства. Станом на 2018 рік українською вийшли майже всі комікси серії — «Відкриття Америки», «Таємниця Сфінкса», «Шахраї в Колізеї», «Слідами Марко Поло» та «Динозаври наступають» тощо.. Окрім того, видавництво «Ірбіс Комікси» з 2016 році також видає по ліцензії українською мовою відому бельгійську серію коміксів «Смурфики» видавництва IMPS. Станом на 2018 рік українською вийшли вже 6 коміксів з серії.
У грудні 2016 року «Рідна Мова» (разом з видавництвом «Махаон-Україна» є підрозділом російської видавничої групи «Азбука-Аттікус») отримало екслюзивні права на переклад коміксів DC Comics українською мовою. Перші примірники DC коміксів українською з'явилися навесні 2017 року. Наприкінці 2017 року «Рідна Мова» отримала також ексклюзивні права на переклад українською мовою коміксів «Vertigo» (Імпринт DC Comics).
У липні 2017 року вийшов графічний роман авторства Чака Поланніка Бійцівський клуб 2: графічний роман у видавництві КСД. Графічний роман «Бійцівський клуб 2» став першим перекладом графічного роману українською.
У лютому 2018 році українське представництво британського видавництва коміксів «Fireclaw» перші отримали права на переклад коміксів Marvel Comics українською мовою від Panini Comics, власника ліцензії на переклади коміксів Marvel італійською, французькою, німецькою тощо. Першим коміксом Marvel Comics перекладеним українською мовою став легендарний комікс «The Amazing Spider-Man» про усім відому Людину-павук.
У середині 2018 році Видавництво «Vovkulaka» отримало ексклюзивні ліцензійні права на переклад коміксів Dark Horse Comics українською мовою. Першим коміксом видавництва Dark Horse Comics перекладеним українською мовою став американський комікс Відьмак на основі романів Анджея Сапковського.
У 2019 році Видавництво «Мольфар Комікс» отримало ексклюзивні ліцензійні права на переклад коміксів Image Comics українською мовою. Першим коміксом видавництва Dark Horse Comics перекладеним українською мовою став американський комікс Спаун.

### Список україномовних коміксів

Українське видання коміксу «The Last of Us: Американські мрії»

До списку увійшли всі україномовні комікси видані до і після здобуття Україною незалежності:
Україномовні в оригіналі
Станом на 2018 рік, в Україні діють наступні видавництва що спеціалізуються на випуску україномовних коміксів (в оригіналі чи в перекладі):
- Часопис «Америка»: «України в боротьбі» (1953)
  - перевидано у 2007 році в Спілкою української молоді
- Часопис «Крилаті»: «Вбивства з наказу КДБ» (1978)
  - перевидано у 2008 році в Спілкою української молоді
- Видавництво Веселка: Пригоди Тимка-звіролова (1970), Де ростуть пиріжки з маком (1982), Пригоди кота Чорнолапенка (1983), серія книг про пригоди Хрюші (Кому дістався гостинець? (1983), «Як вітатися з Їжачком» (1984), Дружок-годинничок (1984), Як Хрюша скарб знайшов (1989), Як Хрюша зиму зимував (1991)), Як дружити з дракончиком (1984), Чарівна кулька (1989)
- Журнал «Соняшник»: «Похід князя Олега на Царгород» (1991)
- МП Хортиця: «Бій богатирів» (1992)
- МСП «Козаки»: «Марко Пиріг, запорожець. Як Пиріг став Пирогом» (1992);
  - довша версія цього коміксу у тому ж видавництві «Як Пиріг став Пирогом» (2003)
- Видавництво «Україна»: «Облога печенігами Києва» (1992)
- Журнал КОКА (додаток «Пригоди в коміксах»): «Країна чарівників» (1992)
- ВЦ «Фенікс Лтд.: „Комікс-збірка“ („Майкл 1“, „Комп'ютер-гільйотина“, „Жах“; 1993)
- Часопис „Молода Галичина“: „Повернення Мамая“ (1993)
- „Молода січ“: „Святослав і вікінг“ (1993)
- „Збруч“: „Мамай Змієборець — Кіква“ (1993)
- Видавництво „Генеза“ (журнал „Мандрівник“ № 6): „Страшна помста“ (1993) прим.: паралельно двома мови, українською та англійською
- Видавництво „Генеза“ (журнал „Мандрівник“ № 7): „Вій“ (1993) прим.: паралельно двома мови, українською та англійською
- Видавництво „Генеза“ (журнал „Мандрівник“ № 8: „Ніч перед Різдвом“ (1993) прим.: паралельно двома мови, українською та англійською
- Видавництво „Генеза“ (журнал „Мандрівник“ № 9): „Тарас Бульба“ (1993) прим.: паралельно двома мови, українською та англійською
- Часопис „Робітнича газета“: Буйвітер (1995)
- Видавництво „Грані-Т“: серія „Класні комікси“ („Захар Беркут“, „Кайдашева сім'я“, „Конотопська відьма“, „Мина Мазайло“, „Ніч проти Різдва“, „Москаль-чарівник“, „Хазяїн“; 2007—2009)
- Видавництво „Книга“: „Мені тринадцяте минало“ (2008)
- Видавництво „Фрески“: „Лис Микита“ (2008)
- Видавництво „Зелений пес“: Босоногий Ген (2 з 10 томів; 2009), „Мальована історія Незалежності України“ (2013)
- Видавництво „Перо“: Бізенгаст, Warcraft. Легенди, Зоряний шлях. До нових зірок, Поцілунок вампіра: Кровні брати, Принцеса Аі. Поневіряння, Персиковий пух, „Ангели ковчега“, „Ван-Вон Хантер“ (2010)
- ГО „Форму видавців“ / КМО „Rita Baum“: „Ворошиловград“ (2012)
- Видавництво Асґардіан комікс / Ugar Production: Максим Оса (прим.: переклад з російської; 2011 та 2016), „Звитяга. Савур-Могила“ (прим.: двомовний, російсько-український; 2015), „Воля: The Will“ (2017), „Княжа Воля: Легенди Хом'якиєва“ (2018)
- Видавництво NebesKey: трилогія „Даогопак“ (2012—2016), „Чуб: Зоряна байка про козака Чубенка“ (2013)
- Вадим Назаров (самвидав): „Патріот. Атака Клонів“ (2014), дилогія „Патріот. Ренегат“ (2016)
- ГО „Вірні Традиціям“ (самвидав): „Кіборги. Історія Трьох“ (2016), „Кіборги. Незламні: Місія-ДАП.29.11.14“(2017), дилогія „Кіборги. Початок.26.05.14“»(2016-17), «Кіборги. Штурм.17.01.2015»(2017), «Кіборги. Хроніки 3 полку.26.05.2014»- том 1(2018), «Кіборги. Хроніки 3 полку.29.07.2014»- том 2 (2018)."Кіборги. Легенда про Непереможних.31.05.2014" том 1 (2019)
- В'ячеслав Кокошкін (самвидав): багатосерійна серія «Оселя грішників» (2018)
- Видавництво Леополь: дилогія «Герой поневолі» (2014—2017)
- Видавництво Кальварія: «Неймовірні пригоди Тягнизуба» (2017)
- Видавництво 5KMT: серія «Троє проти Зла» (2017),
- Видавництво «Ірбіс Комікси»: «Володимир, князь Київський» (2017)
- Видавництво hunta.in.ua: «Охоронці країни. Хранителі» (2016—2018)
- Видавництво ЦивілізаХія: дилогія «12! Поїхали» (1-ша частина «Хакер», 2-га частина «Алекс», 3-тя частина «Гопота»; 2017—2018)
- Видавництво Fireclaw: серія «Call me Kate» (2017—2018), Earthborn (2017), Orlando (2017), Робін Гуд. Поцілунок злодія (2019), Втеча (2019)
- Видавництво Vovkulaka: трилогія «Серед овець» (2017—2018), Кімка-мандрівник (2019), Двері Агари (2019); Шлях А-16 (2019); Перша лисяча експедиція в Африку (2019); Залізна голова (2019); Кобзар. Легенди Великого Лугу (2020); Пітмен (2020);
- Видавництво UA Comix: трилогія «Козаки на орбіті» (2013—2016), «Війна богів» (2015), збірка «Саркофаг» («Сон», «Світ 912» та «Саркофаг», 2016), «Сага про Сонценосців» (2017), Зомбі-Україна (прим.: лише epub; 2018), «Фартман» (2018), «Хроніки Аптауна» (2018), «Мор» (2018)
- Видавництво Рідна Мова / FLAT Company: «Укрмен. Початок» (2018)
- Видавництво Northern Lights / серії: «ПараБлог» (2018-), «Пангея» (2019-), «Віраж» (2020-)
- Видавництво «Український пріоритет»: «M.Z. - Заборонене місце» (2019)

В перекладі українською
2015-2017
- Видавництво «Країна Мрій»: Сутінки. Роман у коміксах (2010)
- Видавництво «Ірбіс Комікси»: серія коміксів «Джеронімо Стілтон» (2015—донині), серії коміксів «Смурфи» (2016—донині)
- Видавництво «КСД»: Бійцівський клуб 2: графічний роман (2017)
- Видавництво «Кальварія»: Тибет (2017)
- Видавництво «ВСЛ»: Мюнхгаузен: правда про неправду (2017)
- Видавництво Fireclaw Ukraine: Earthborn. Моторошне пробудження (2017), серія Nohalia (2017—донині), серія Orlando (2017—донині), серія Dragonero Adventures (2017—донині), серія Call me Kate (2017—донині)

2018
- Видавництво «Чорним по Білому»: «Скеггі Згуба» (2018)

Комікс-мейджори DC Comics / Marvel Comics / Dark Horse Comics
- Видавництва DC Comics / Рідна мова

- Видавництва Marvel Comics / Fireclaw Ukraine

- Видавництва Dark Horse Comics / Vovkulaka